# Taufkirchen (München járás)
Taufkirchen bajor város Münchentől délre, 12 km-re a városhatártól, és 2 km-re Unterhachingtól. A település az S3-as S-Bahnnal Holzkirchen irányában, a 221-es busszal Ottobrunn felől, illetve gépkocsival a 995-ös ill. 8-as autópályán érhető el. Lakosainak száma 18 176 fő (2023. december 31.).

## Népesség
| Lakosok száma | 580  | 772  | 13 157 | 15 989 | 17 693 | 17 573 | 17 696 | 17 998 | 17 941 | 18 176 |
|               | 1875 | 1925 | 1975   | 1991   | 2009   | 2011   | 2014   | 2016   | 2021   | 2023   |

## Testvérvárosok
- Meulan-en-Yvelines - Franciaország
- Wildau - Brandenburg